# Креспо, Энрике
Энри́ке Кре́спо (исп. и нем. Enrique Crespo; 17 октября 1941, Монтевидео — 20 декабря 2020) ― уругвайско-немецкий тромбонист, композитор и аранжировщик, один из основателей и бессменный участник ансамбля German Brass, солист Бамбергского симфонического оркестра и симфонического оркестра Штутгартского радио.

## Биография
Энрике Креспо родился в столице Уругвая Монтевидео в 1941 году. Он изучал музыку и архитектуру в Буэнос-Айресе. Там он начал играть в симфоническом оркестре и джазовом ансамбле. Получив в 1967 году грант на обучение в Германии, Креспо продолжил заниматься на тромбоне и изучать композицию в Берлине. Окончив обучение в 1969, Креспо стал солистом Бамбергского симфонического оркестра. С 1980 он работал в симфоническом оркестре Штутгартского радио также на месте солиста-тромбониста. В 1974 Креспо совместно с трубачами Корадином Гротом и Мартином Кретцером, валторнистом Вольфгангом Гаагом и тубистом Дитером Сихевицем организовал брасс-квинтет «Deutsche Blechbläserquintett». В 1985 году этот ансамбль был расширен до десяти музыкантов и получил название «German Brass». В составе этого ансамбля Креспо осуществил запись более двадцати компакт-дисков и регулярно гастролирует по всему миру. Он является автором большинства аранжировок «German Brass» а также ряда оригинальных сочинений.